# A Dama do Lotação
A Dama do Lotação és una pel·lícula brasilera de 1978 del gènere drama eròtic, dirigit per Neville d'Almeida el 1978. Basat en el conte homònim de Nelson Rodrigues.
La pel·lícula ha estat la sisena de major recaptació del cinema brasiler, amb 6,5 milions d'ingressos, superat per Nada a Perder: Contra Tudo. Por Todos, Os Dez Mandamentos: O Filme, Tropa de Elite 2: o Inimigo agora É Outro, Dona Flor e Seus Dois Maridos i Minha Mãe É Uma Peça 2.

## Sinopsi
Solange i Carlos es coneixen des de la infantesa i es casen. En la nit de noces, Solange es resisteix a tenir relacions sexuals amb el marit, i aquest, impacient, acaba abusant d'ella. Solange queda traumatitzada i, a pesar de desitjar Carlos, no vol tenir relacions amb ell. Pe tal de satisfer-se, ella comença a tenir sexe amb homes desconeguts amb els que contacta viatjant amb el lotação (mena de minibus que fa transport públic).

## Repartiment
- Sônia Braga - Solange
- Nuno Leal Maia - Carlos
- Paulo César Pereio - Assunção
- Jorge Dória - Pai de Carlos
- Yara Amaral - Amiga da mãe de Carlos
- Cláudio Marzo - Psicanalista de Solange
- Roberto Bonfim - Bacalhau
- Ivan Setta - Mosquito
- Paulo Villaça - Vadio
- Márcia Rodrigues - Noiva de Assunção
- Ney Santanna - Homem honesto
- Rodolfo Arena - Homem honesto
- Thaís de Andrade - Secretária do pai de Carlos
- Waldir Onofre
- Washington Fernandes
- Liège Monteiro

## Recepció
Marcelo Miranda en la seva crítica per Filmes Polvo diu que "A Dama do Lotação és gairebé una pel·lícula immillorable. Per arribar a la massa popular que freqüentava el cinema brasiler als anys 70, la protagonista va ser Sônia Braga, actriu molt cotitzada al moment per participar en telenovel·les amb gran repercussió a Globo. Que sortís Sônia Braga nua va ser fonamental per l'abast i la repercussió que va aconseguir la pel·lícula quan es projectava comercialment. (...) Vist més de tres dècades després, la pel·lícula de Neville D'Almeida ha perdut la majoria de les seves coartades: l'actriu ha estat motiu de riota des que va intentar fer una carrera internacional i l'ús de Nelson Rodrigues com a marca de reconeixement ja no s'estila. I és precisament per aquestes falles que (...) encara ens sembla tan fascinant: sense aquests suports que el temps ha intentat fer explícits, la pel·lícula continua apareixent molt forta a la pantalla, encara plena de preguntes rellevants sobre la falsedat de les relacions socials."

## Controvèrsia
A l'anàlisi de la pel·lícula publicada per Filipe Pereira a Papo de Cinema l'agost de 2016, consta que el gènere de la pel·lícula, la pornochanchada, ""va ser un moviment utilitzat pels militars per desviar l'atenció de la gent de la Dictadura Militar del Brasil (1964–1985), alliberant a través del sexe gairebé explícit la repressió política que hi havia Brasil. Per aquestes raons, i perquè ha estat substituït pel Cinema Novo com a punt principal del cinema brasiler, aquest A Dama do Lotação (i tants altres) és titllat habitualment com a "art menor" per la crítica de cinema, però en alguns casos hi ha missatges ocults interessants."